# 로저 맥귄

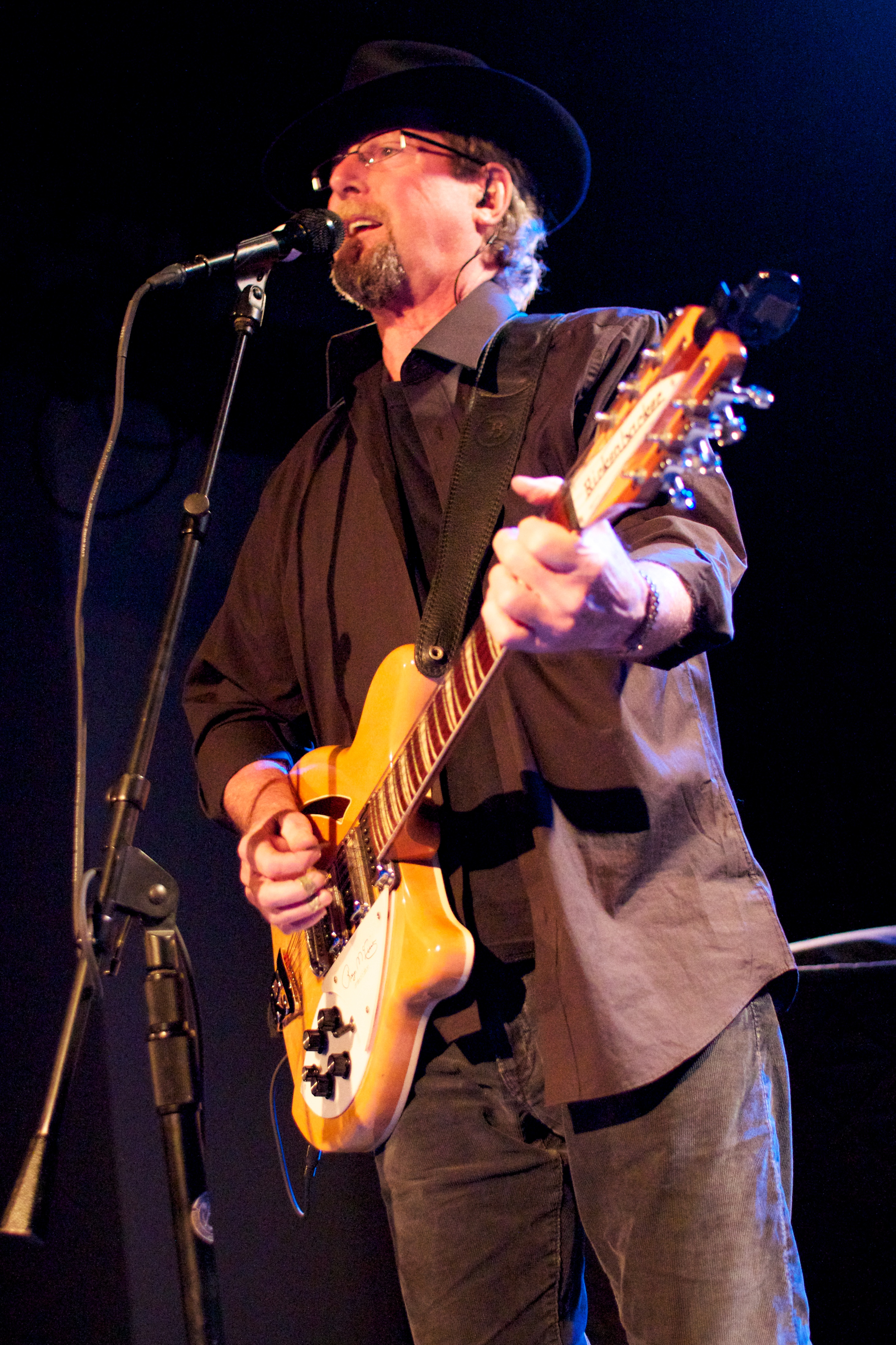

로저 맥귄(Roger McGuinn, 1942년 7월 13일 ~ )은 미국의 싱어송라이터이자 기타리스트다. 더 버즈의 멤버다.